# Jüdischer Friedhof (Bönstadt)
Der Jüdische Friedhof Bönstadt ist ein Friedhof in Bönstadt, einem Stadtteil von Niddatal im Wetteraukreis in Hessen.
Der 712 m² große jüdische Friedhof liegt am östlichen Ortsausgang an der Erbstädter Straße. Über die Zahl der Grabsteine, die fast ausschließlich aus der zweiten Hälfte des 19. Jahrhunderts stammen, gibt es keine Angaben. Die letzte Beisetzung fand im Jahr 1914 statt. 